# Santa Prassede (titolo cardinalizio)
Santa Prassede (in latino: Titulus Sanctæ Praxedis) è un titolo cardinalizio istituito da papa Alessandro I intorno al 112, ed è presente sia nell'elenco del sinodo romano del 1º marzo 499 che nei successivi. Il titulus Praxedis è documentato per la prima volta in un'iscrizione trovata nella catacomba di Sant'Ippolito e datata al 489, dove si menziona il presbitero Argirio. Le fonti documentarie attestano i presbiteri Celio Lorenzo e Pietro, che sottoscrissero gli atti del concilio romano del 499. In base al catalogo di Pietro Mallio, compilato durante il pontificato di Alessandro III, il titolo era collegato alla basilica di San Lorenzo fuori le mura ed i suoi sacerdoti vi celebravano messa a turno. Il titolo insiste sulla basilica di Santa Prassede.
Dal 29 gennaio 1996 il titolare è il cardinale Paul Poupard, presidente emerito del Pontificio consiglio della cultura e del Pontificio consiglio per il dialogo interreligioso.

## Titolari
Si omettono i periodi di titolo vacante non superiori ai 2 anni o non storicamente accertati.
- Silvano Antonio (?) (318? - ?)
- Serrao Aquileo (o Serrano) (?) (335 ? - ?)
- Domizio Ligo (?) (387 ? - ?)
- Annio Longo (?) (421 ? - ?)
- Severo Flavio (475 ? - ?)
- Ginesio (?) (478 ? - ?)
- Sebastiano (?) (482 ? - ?)
- Argirio (menzionato nel 489)[1]
- Celio Lorenzo e Pietro (menzionati nel 499)[2]
- Lorenzo (?) (515 ? - ?)
- Pietro (530 ? - ?)
- Deusdedit e Avenzio (menzionati nel 595)[3]
- Pasquale Massimi (796 - 24 gennaio 817 eletto papa)
- Ottavio Elario (o Elarius) (829 - ?)
- Maggiorino Colonna (1051) [4]
- Adimaro (o Aldemaro, o Adhemar, o Aldemar), O.S.B.Cas. (1061 - circa 1073)
- Benedetto Caio (o Caius) (1073 - tra il 1077 e il 1087)
- Desiderio I (dopo il 1087 - circa 1099)
- Lamberto Scannabecchi, C.R.S.A. (1099 - 1105), optò per un altro titolo[5]
- Romano (1105 - 1112)
- Desiderio II (o Didier) (1115 - circa 1138)
- Crisogono, O.S.B.Clun. (1138 ? - 1144 ? deceduto)
- Ubaldo Allucingoli, O.Cist. (1141 - dicembre 1158 nominato cardinale vescovo di Ostia e Velletri)
- Guglielmo, C.R.S.M.R. (settembre 1173 - 1173 ? deceduto)
- Ridolfo Nigelli (o Rodolfo, o Radulfo o Raoul) (1188 - 1189 deceduto)
- Ruffino † (prima del 20 agosto 1190 - prima di marzo 1192 deceduto)[6]
- Soffredo Errico Gaetani (o Soffrido, o Goffredo) (1193 - 14 dicembre 1210 deceduto)
- Giovanni Colonna (18 febbraio 1212 - febbraio 1245 deceduto)
- Anchero di Troyes (22 maggio 1262 - 1º novembre 1286 deceduto)
- Hughes Seguin (o Aycelin) de Billom, O.P., in commendam (3 agosto 1295 - 30 dicembre 1298 deceduto)
- Nicolas Caignet de Fréauville, O.P., in commendam (1312 - 1313 deceduto)
- Raynaud de La Porte, in commendam (1º agosto 1321 - agosto 1325 ? deceduto)
- Pedro Gómez Barroso il Vecchio (18 dicembre 1327 - agosto 1341 nominato cardinale vescovo di Sabina)
  - Titolo vacante (1341 - 1350)
- Gilles Rigaud, O.S.B.Clun. (17 dicembre 1350 - 10 settembre 1353 deceduto)
  - Titolo vacante (1353 - 1366)
- Marco da Viterbo, O.Min. (18 settembre 1366 - 4 settembre 1369 deceduto)
- Pedro Gómez Barroso de Albornoz (30 maggio 1371 - 2 giugno 1374 deceduto)
  - Titolo vacante (1374 - 1378)
- Pileo da Prata (18 settembre 1378 - 10 novembre 1385 nominato cardinale vescovo di Frascati)
  - Tommaso Ammanati (12 luglio 1385 - 1391 ? nominato cardinale presbitero di San Clemente), pseudocardinale dell'antipapa Clemente VII
  - Giacomo d'Itri (novembre 1387 - 30 marzo 1393 deceduto), pseudocardinale dell'antipapa Clemente VII
  - Pedro Fernández de Frías (1396 - 23 settembre 1412 nominato cardinale vescovo di Sabina); in commendam (23 settembre 1412 - 26 giugno 1419 nominato cardinale presbitero in commendam di Santa Cecilia), pseudocardinale dell'antipapa Clemente VII
- Antonio Calvi (12 giugno 1405 - 2 luglio 1409 nominato cardinale presbitero di San Marco)
- Angelo Barbarigo, in commendam (4 luglio 1415 - 16 agosto 1418 deceduto)
- Raymond Mairose (27 maggio 1426 - 21 ottobre 1427 deceduto)
  - Titolo vacante (1427 - 1440)
- Jean le Jeune (de Macel) (8 gennaio 1440 - 1441 nominato cardinale presbitero di San Lorenzo in Lucina)
  - Titolo vacante (1441 - 1449)
- Alain de Coëtivy (3 gennaio 1449 - 7 giugno 1465); in commendam (7 giugno 1465 - 3 maggio 1474 deceduto)
- Giovanni Arcimboldo (30 dicembre 1476 - 2 ottobre 1488 deceduto)
  - Antonio Pallavicini (o Antoniotto) (23 marzo 1489 - 20 settembre 1493) (in commendam)
- Antonio Pallavicini Gentili (20 settembre 1493 - 1º luglio 1504 dimesso)
  - Titolo vacante (1504 - 1507)
- Gabriele de' Gabrielli (11 settembre 1507 - 5 novembre 1511 deceduto)
- Christopher Bainbridge (22 dicembre 1511 - 14 luglio 1514 deceduto)
- Antonio Maria Ciocchi del Monte (14 luglio 1514 - 24 luglio 1521 nominato cardinale vescovo di Albano)
  - Titolo vacante (1521 - 1529)
- Ippolito de' Medici (10 gennaio 1529 - 3 luglio 1532 nominato cardinale presbitero di San Lorenzo in Damaso)
- Tommaso De Vio, O.P. (14 marzo 1534 - 10 agosto 1534 deceduto)
- Francesco Cornaro (31 maggio 1535 - 23 marzo 1541 nominato cardinale presbitero di Santa Maria in Trastevere)
- Philippe de la Chambre, O.S.B.Clun. (23 marzo 1541 - 15 febbraio 1542 nominato cardinale presbitero di Santa Maria in Trastevere)
- Gasparo Contarini (15 febbraio 1542 - 24 agosto 1542 deceduto)
- Giovanni Maria Ciocchi del Monte (11 ottobre 1542 - 5 ottobre 1543 nominato cardinale vescovo di Palestrina)
- Miguel da Silva (5 ottobre 1543 - 27 giugno 1552 nominato cardinale presbitero di San Marcello)
- Cristoforo Guidalotti Ciocchi del Monte (4 dicembre 1551 - 27 ottobre 1564 deceduto)
- Carlo Borromeo (17 novembre 1564 - 3 novembre 1584 deceduto)
- Nicolas de Pellevé (14 novembre 1584 - 28 marzo 1594 deceduto)
- Alessandro Ottaviano de' Medici (27 aprile 1594 - 21 febbraio 1600 nominato cardinale presbitero di Santa Maria in Trastevere)
- Simeone Tagliavia d'Aragona (21 febbraio 1600 - 30 agosto 1600 nominato cardinale presbitero di San Lorenzo in Lucina)
- Antonio Maria Galli (o Gallo) (30 agosto 1600 - 1º giugno 1605 nominato cardinale vescovo di Frascati)
- Ottavio Acquaviva d'Aragona, Sr. (5 giugno 1605 - 5 dicembre 1612 deceduto)
- Bartolomeo Cesi (7 gennaio 1613 - 31 agosto 1620 nominato cardinale presbitero di Santa Maria in Trastevere)
- Roberto Bellarmino, S.I. (31 agosto 1621 - 17 settembre 1621 deceduto)
- François d'Escoubleau de Sourdis (13 ottobre 1621 - 8 febbraio 1628 deceduto)
- Marcello Lante (20 marzo 1628 - 20 agosto 1629 nominato cardinale vescovo di Palestrina)
- Roberto Ubaldini (20 agosto 1629 - 22 aprile 1635 deceduto)
- Guido Bentivoglio (7 maggio 1635 - 28 marzo 1639 nominato cardinale presbitero di Santa Maria in Trastevere)
- Giulio Roma (28 marzo 1639 - 13 luglio 1644 nominato cardinale vescovo di Frascati)
- Ernest Adalbert von Harrach (13 luglio 1644 - 18 luglio 1667 nominato cardinale presbitero di San Lorenzo in Lucina)
- Giulio Gabrielli (18 luglio 1667 - 14 novembre 1667 nominato cardinale presbitero di San Lorenzo in Lucina)
- Virginio Orsini, O.B.E. (14 novembre 1667 - 30 gennaio 1668 nominato cardinale presbitero di San Lorenzo in Lucina)
- Alderano Cybo-Malaspina (30 gennaio 1668 - 13 settembre 1677 nominato cardinale presbitero di San Lorenzo in Lucina)
- Luigi Alessandro Omodei (13 settembre 1677 - 8 gennaio 1680 nominato cardinale presbitero di San Lorenzo in Lucina)
- Pietro Vito Ottoboni (8 gennaio 1680 - 1º dicembre 1681 nominato cardinale vescovo di Sabina)
- Francesco Albizzi (1º dicembre 1681 - 5 ottobre 1684 deceduto)
- Decio Azzolini juniore (13 novembre 1684 - 8 giugno 1689 deceduto)
- Giulio Spinola (29 ottobre 1689 - 11 marzo 1691 deceduto)
- Francesco Maidalchini (23 luglio 1691 - 13 giugno 1700 deceduto)
- Galeazzo Marescotti (21 giugno 1700 - 30 aprile 1708 nominato cardinale presbitero di San Lorenzo in Lucina)
- Fabrizio Spada (30 aprile 1708 - 19 febbraio 1710 nominato cardinale vescovo di Palestrina)
- Bandino Panciatichi (19 febbraio 1710 - 21 aprile 1718 deceduto)
- Francesco Barberini iuniore (11 maggio 1718 - 3 marzo 1721 nominato cardinale vescovo di Palestrina)
- Giuseppe Sacripante (3 marzo 1721 - 31 luglio 1726 nominato cardinale presbitero di San Lorenzo in Lucina)
- Filippo Antonio Gualterio (31 luglio 1726 - 21 aprile 1728 deceduto)
- Lodovico Pico della Mirandola (24 aprile 1728 - 9 aprile 1731 nominato cardinale vescovo di Albano)
- Antonio Felice Zondadari (9 aprile 1731 - 23 novembre 1737 deceduto)
- Giorgio Spinola (16 dicembre 1737 - 3 settembre 1738 nominato cardinale vescovo di Palestrina)
- Luis Belluga y Moncada, C.O. (3 settembre 1738 - 22 febbraio 1743 deceduto)
- Angelo Maria Quirini, O.S.B.Cas. (11 marzo 1743 - 6 gennaio 1755 deceduto)
- Domenico Passionei (17 febbraio 1755 - 12 febbraio 1759 nominato cardinale presbitero di San Lorenzo in Lucina)
- Giacomo Oddi (12 febbraio 1759 - 21 marzo 1763 nominato cardinale presbitero di San Lorenzo in Lucina)
- Carlo Vittorio Amedeo delle Lanze (21 marzo 1763 - 18 luglio 1783 nominato cardinale presbitero di San Lorenzo in Lucina)
- Vitaliano Borromeo (15 dicembre 1783 - 7 giugno 1793 deceduto)
- Francesco Saverio de Zelada (17 giugno 1793 - 19 dicembre 1801 deceduto)
- Antonio Dugnani (23 dicembre 1801 - 3 agosto 1807 nominato cardinale vescovo di Albano)
- Carlo Bellisomi (18 settembre 1807 - 9 agosto 1808 deceduto)
  - Titolo vacante (1808 - 1814)
- Giovanni Filippo Gallarati Scotti (26 settembre 1814 - 21 dicembre 1818); in commendam (21 dicembre 1818 - 6 ottobre 1819 deceduto)
  - Titolo vacante (1819 - 1823)
- Francesco Serlupi Crescenzi (16 maggio 1823 - 6 febbraio 1828 deceduto)
- Antonio Domenico Gamberini (21 maggio 1829 - 18 febbraio 1839); in commendam (18 febbraio 1839 - 25 aprile 1841 deceduto)
- Paolo Polidori (12 luglio 1841 - 23 aprile 1847 deceduto)
- Luigi Vannicelli Casoni (4 ottobre 1847 - 21 aprile 1877 deceduto)
- Edoardo Borromeo (28 marzo 1878 - 30 novembre 1881 deceduto)
- Angelo Bianchi (15 marzo 1883 - 24 maggio 1889); in commendam (24 maggio 1889 - 22 gennaio 1897 deceduto)
- Tommaso Maria Zigliara, O.P. (1º giugno 1891 - 6 gennaio 1893 nominato cardinale vescovo di Frascati)
- Gaetano Aloisi Masella (16 gennaio 1893 - 22 novembre 1902 deceduto)
- Rafael Merry del Val y Zulueta (12 novembre 1903 - 26 febbraio 1930 deceduto)
- Raffaele Carlo Rossi, O.C.D. (3 luglio 1930 - 17 settembre 1948 deceduto)
  - Titolo vacante (1948 - 1953)
- Pietro Ciriaci (29 ottobre 1953 - 26 settembre 1964 nominato cardinale presbitero di San Lorenzo in Lucina)
- Owen McCann (25 febbraio 1965 - 26 marzo 1994 deceduto)
- Paul Poupard, dal 29 gennaio 1996